# نظارة بطرس غالي باشا
نظارة بطرس غالي باشا هي النظارة التاسعة عشر في مصر، صدر الأمر العالي بتشكيلها في 12 نوفمبر 1908.

## أعضاء الحكومة
| النظارة               | الناظر                                                                  |
| --------------------- | ----------------------------------------------------------------------- |
| رئيس مجلس النظار      | بطرس غالي باشا                                                          |
| ناظر الداخلية         | بطرس غالي باشا (بالإضافة إلى منصبه رئيسًا لمجلس النظار)                  |
| ناظر الخارجية         | بطرس غالي باشا (بالإضافة إلى منصبيه رئيسًا لمجلس النظار وناظرًا للداخلية) |
| ناظر المعارف العمومية | سعد زغلول باشا                                                          |
| ناظر المالية          | أحمد حشمت باشا                                                          |
| ناظر الأشغال العمومية | إسماعيل سري باشا                                                        |
| ناظر الحربية والبحرية | إسماعيل سري باشا (بالإضافة إلى منصبه ناظرًا للأشغال العمومية)            |
| ناظر الحقانية         | حسين رشدي باشا                                                          |

## وصلات داخلية
- قائمة رؤساء مجلس وزراء مصر